# Pseudochaete tabacina
Espèce
Pseudochaete tabacina est un champignon saprophyte.